# Joe (1970)
Joe é um filme norte-americano de 1970, do gênero drama, dirigido por John G. Avildsen  e estrelado por Peter Boyle e Dennis Patrick.
Joe é produto de uma época, quando o fascínio que o movimento hippie exercia sobre o público fora substituído pela rejeição, na esteira de fatos como os assassinatos perpetrados por Charles Manson e seus seguidores.
O filme marca a estreia de Susan Sarandon no cinema.

## Sinopse
O executivo Bill Compton mata o traficante Frank Russo, namorado de sua filha Melissa, depois que ela vai parar no hospital por causa de uma overdose. Em seguida, vai para um bar, onde inicia uma amizade com Joe Curran, indivíduo reacionário da classe trabalhadora que tem ódio de hippies e negros e que o parabeniza pelo "trabalho bem feito". Quando Melissa foge da internação, os dois saem a sua procura no Greenwich Village. Ao se deparar com uma festa hippie regada a maconha, eles sacam suas armas e começam a matança.

## Premiações
| Patrocinador                                  | Prêmio | Categoria               | Situação |
| --------------------------------------------- | ------ | ----------------------- | -------- |
| Academia de Artes e Ciências Cinematográficas | Oscar  | Melhor Roteiro Original | Indicado |

## Elenco
| Ator/Atriz        | Personagem      |
| ----------------- | --------------- |
| Peter Boyle       | Joe Curran      |
| Dennis Patrick    | Bill Compton    |
| Audrey Caire      | Joan Compton    |
| Susan Sarandon    | Melissa Compton |
| K. Callan         | May Lou Curran  |
| Patrick McDermott | Frank Russo     |
| Gloria Hoye       | Janine          |
| Patti Caton       | Nancy           |
| Gary Weber        | George          |